# Sport Szene Fernsehen
Sport Szene Fernsehen (SSF) est une chaîne de télévision sportive suisse alémanique commerciale privée.

## Histoire de la chaîne
La chaîne diffusait entre décembre 2007 et juin 2009, ses propres programmes munis de son propre logo sur le canal d'une autre chaîne privée de télévision, Star TV. Elle diffusait principalement des sports non couverts par le service public suisse, et ce les lundis, mercredis et vendredis de 20h à 22h.
En 2009, la chaîne annonce qu'elle a reçu une concession afin d'émettre sur son propre canal. Elle commence ses émissions sous le nom de Schweizer Sportfernsehen. Elle annonce également avoir signé un partenariat avec SRG SSR idée suisse, les chaînes du service public, jusqu'en 2012. La société Cablecom annonce qu'elle diffusera à la place d'une autre chaîne allemande, Deutsches Sportfernsehen le signal de SSF dès le 1er juillet 2009.
La chaîne connaît par la suite des problèmes financiers mais retrouve un repreneur, WebComTV AG, et le 24 août 2012, elle annonce qu'elle changera de nom dès le 1er novembre 2012 et continuer à émettre sous le nouveau nom de Sport Szene Fernsehen et tente de sortir des chiffres rouges. Quelques mois plus tard, elle annonce toutefois la fin de ses émissions pour le 30 juin 2013. Cependant, à la fin du premier trimestre 2013, la chaîne annonce être en mesure de continuer à exister.

## Organisation

### Dirigeants
Directeur :
- Tom Rüegge[5]

Directeur des programmes :
- Claudia Lässer

La chaîne emploie environ vingt personnes.

## Programmes
La programmation de la chaîne se base essentiellement sur des retransmissions sportives, mais avec un accent particulier sur les sports traditionnellement non diffusés par le service public. Ainsi, SSF retransmet les matchs de ligues secondaires de hockey, de volleyball, de tennis, ainsi que du handball, du rollhockey ou encore les matchs de football de la Challenge League.
Depuis son repositionnement en 2013, la chaîne continue de diffuser des retransmissions sportives mais diffuse également d'autres programmes toujours avec la thématique sportive.

## Identité visuelle

Schweizer Sportfernsehen 2009-2013
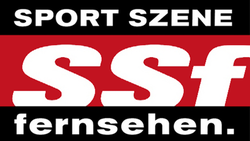
Sport Szene Fernsehen 2013

## Diffusion
SSF est retransmise dans toute la Suisse par câble, à travers la société Cablecom. Elle présente un complément sur Internet.